# احمد صادق بناب
احمد صادق بناب (۱۳۳۰ تبریز) دیپلمات و سیاستمدار اصلاح‌طلب ایرانی، سفیر سابق ایران در اوکراین، معاون پیشین وزارت‌خانه‌های معادن و فلزات، تعاون، صنایع و راه و ترابری و سرپرست سابق وزارت راه است.

## زندگی‌نامه
وی متولد ۱۳۳۰ در تبریز و دانش‌آموخته کارشناسی اقتصاد و کارشناسی ارشد مدیریت است. با تشکیل سپاه پاسداران انقلاب اسلامی در سال ۱۳۵۸ به این نهاد پیوست و مسئول بخش رفاه سپاه پاسداران آذربایجان شرقی شد. در سال ۱۳۵۹ به مدیرکلی بازرگانی آذربایجان شرقی و بعدتر به مدیریت امور استان‌های وزارت بازرگانی منصوب شد. در سال ۱۳۶۴ معاون اقتصاد و بازرگانی وزارت معادن و فلزات شد و پس از پایان جنگ، در سال ۱۳۶۸ مدیریت آموزش صنعت نفت را برعهده گرفت.  با تشکیل وزارت تعاون در سال ۱۳۷۱ به‌عنوان معاون امور تعاونی‌های توزیعی وزارت تعاون انتخاب شد.  در همین مقطع نشان خدمت درجه سوم از سوی دولت هاشمی رفسنجانی به او اعطا گردید.  بعدتر به وزارت صنایع رفت و در سال ۱۳۷۶ معاونت امور استان‌ها و مجلس این وزارتخانه را برعهده گرفت و از سال ۱۳۷۷ به‌عنوان سفیر ایران در اوکراین به این کشور اعزام شد.  در سال ۱۳۸۲ به ایران بازگشت و معاون اقتصاد و حمل‌و‌نقل وزارت راه و ترابری در دوران وزارت احمد خرم شد.

## معرفی به‌عنوان وزیر پیشنهادی راه و ترابری
به دنبال استیضاح و برکناری احمد خرم از وزارت راه و ترابری توسط نمایندگان مجلس هفتم، احمد صادق بناب از سوی سیدمحمد خاتمی به عنوان سرپرست این وزارتخانه منصوب  و برای تصدی وزارت به مجلس معرفی شد.  
جلسه بررسی صلاحیت او ۲۰ دی ماه ۱۳۸۳ در مجلس برگزار شد و در پایان نمایندگان با ۱۲۹ رأی مخالف، ۱۰۵ رأی موافق و ۱۵ رأی ممتنع با انتخاب وی به این سمت مخالفت کردند.  اندکی بعد محمدرضا عارف معاون اول وقت رییس‌جمهور وی را به‌عنوان دبیر ستاد پیشگیری و مدیریت
بحران در حوادث طبیعی و سوانح غیرمترقبه کشور و قا‌ئم‌مقام خود در این ستاد منصوب کرد. 

## فعالیت سیاسی
صادق بناب پس از تشکیل شورای عالی سیاستگذاری اصلاح‌طلبان به‌عنوان عضو حقیقی این شورا و رابط آن با اصلاح‌طلبان استان‌های آذربایجان شرقی، آذربایجان غربی و اردبیل تعیین شد. 